# I-52 (sous-marin, 1942)
Pour les articles homonymes, voir I-52 (sous-marin).
Le I-52 (伊号第五二潜水艦 (伊52), I Gō Dai Gojūni Sensuikan (I Gojūni), sous-marin I-52 (イ-52)) est un sous-marin japonais de Type C Modidifié (丙型改（伊五十二型）, Hei-gata Kai, classe I-52) de la sous-classe C2 construits pour la marine impériale japonaise.
Il a été utilisé pendant la Seconde Guerre mondiale pour une mission secrète à Lorient, en France, alors occupée par l'Allemagne nazie, au cours de laquelle il a été coulé.

## Description
Les sous-marins de type C ont été dérivés de la sous-classe KD6 de la classe Kaidai avec un armement de torpilles plus lourd pour les attaques à longue distance. Le type C2 a été construit en 3 exemplaires, alors qu'il était planifié d'en construire 20. Son rôle était de réaliser le transport de fret. Ces sous-marins possédaient un déplacement de 2 129 tonnes en surface et 3 702 tonnes en immersion. Les sous-marins mesuraient 108,5 mètres de long, avaient une largeur de 9,3 mètres et un tirant d'eau de 5,12 mètres. Ils permettaient une profondeur de plongée de 100 mètres.
Pour la navigation de surface, les sous-marins étaient propulsés par deux moteurs diesel de 2 350 chevaux (1 750 kW), chacun entraînant un arbre d'hélice. En immersion, chaque hélice était entraînée par un moteur électrique de 600 chevaux-vapeur (445 kW). Ils pouvaient atteindre 17,7 nœuds (33 km/h) en surface et 6,5 nœuds (12 km/h) sous l'eau. En surface, les C2 avaient une autonomie de 21 000 milles nautiques (39 000 km) à 16 nœuds (30 km/h) ; en immersion, ils avaient une autonomie de 105 milles nautiques (190 km) à 3 nœuds (5,6 km/h).
Les sous-marins étaient armés de 6 tubes lance-torpilles de 533 mm à l'avant et transportaient un total de 17 torpilles. Ils étaient également armés de 2 canon de pont de 140 mm/40 et de deux supports simples ou doubles pour les canons antiaériens Type 96 de 25 mm.
Ils étaient les plus grands sous-marins jamais construits à cette époque, avant la construction des énormes sous-marins type Sentoku, et étaient connus comme les sous-marins japonais les plus avancés de leur temps.

## Construction
Construit par les chantiers navals de l'Arsenal naval de Kure au Japon, le I-52 a été mis sur cale le 18 mars 1942 sous le nom de Sous-marin no 625. Le 20 août 1942, il a été renommé I-52 et est provisoirement rattaché au district naval de Kure. Il a été lancé le 10 novembre 1942. Il a été achevé et mis en service le 28 décembre 1943.

## Histoire de service
Après sa mise en service le 28 décembre 1943, il est rattaché au district naval de Kure et affecté au sein du 11e escadron de sous-marins de la 6e Flotte. Le capitaine Uno Kameo prend son commandement. Après un entraînement au Japon, il est sélectionné pour une mission Yanagi (échange) en Allemagne.

### Les missions Yanagi
Les missions Yanagi ont été autorisées, dans le cadre du Pacte tripartite des puissances de l'Axe, à prévoir un échange de matériaux stratégiques et de produits manufacturés entre l'Allemagne, l'Italie et le Japon. Au départ, ce sont des cargos qui ont effectué les échanges, mais lorsque cela n'a plus été possible, des sous-marins ont été utilisés.
Seuls cinq autres sous-marins avaient tenté ce voyage intercontinental pendant la Seconde Guerre mondiale: le I-30 (avril 1942), le I-8 (juin 1943), le I-34 (octobre 1943), le I-29 (novembre 1943) et le sous-marin allemand U-511 (août 1943). Parmi ceux-ci, le I-30 a été coulé par une mine, le I-34 coulé par le sous-marin britannique HMS Taurus, et le I-29 coulé par le sous-marin américain USS Sawfish (assisté par Ultra intelligence).

### Des cargaisons précieuses
Il est également connu sous le nom de "sous-marin doré" du Japon, car il transportait une cargaison d'or vers l'Allemagne en paiement de matériel et de technologie. On a émis l'hypothèse qu'une proposition de paix aux Alliés était également contenue à bord du I-52, mais cela est peu probable pour deux raisons: rien ne prouve que le gouvernement japonais était intéressé par des propositions de paix ou des règlements négociés à ce stade de la guerre; et les Japonais ont maintenu un dialogue ouvert avec leurs attachés diplomatiques par radio et par voies diplomatiques via la Russie, et n'ont pas eu besoin d'un transfert long et incertain par un sous-marin à destination d'une zone d'Europe occidentale contrôlée par les nazis.
On pense que 800 kg d'oxyde d'uranium attendaient le I-52 pour son voyage de retour de Lorient, selon les décryptages d'Ultra. On a supposé que c'était pour que les Japonais développent une arme radiologique (une "bombe sale") pour l'utiliser contre les États-Unis. (La quantité d'oxyde d'uranium non enrichi n'aurait pas été suffisante pour créer une bombe atomique, bien que si elle avait été utilisée dans un réacteur nucléaire, elle aurait pu créer des produits de fission toxiques)
En outre, 35 à 40 tonnes de documents secrets, de dessins et de cargaisons stratégiques attendaient le retour du I-52 au Japon: des torpilles acoustiques T-5, un moteur Jumo 213-A utilisé sur le chasseur Focke-Wulf Fw 190D à long nez, des radars, des tubes à vide, des roulements à billes, des bombes, des produits chimiques, de l'acier allié et du verre optique.
Enfin, il devait également être équipé d'un appareil de plongée snorkel à Lorient.

### Voyage fatal
Le 10 mars 1944, lors de son voyage inaugural, le I-52 quitta Kure via Sasebo pour Singapour. Sa cargaison en provenance du Japon comprenait 9,8 tonnes de molybdène, 11 tonnes de tungstène, 2,2 tonnes d'or en 146 barres emballées dans 49 boîtes métalliques, 3 tonnes d'opium et 54 kg de caféine. L'or était le paiement de la technologie optique allemande. Il transportait également 14 passagers, principalement des techniciens japonais, qui devaient étudier la technologie allemande en matière de canons anti-aériens et de moteurs pour les torpilles.
À Singapour, il a pris 120 tonnes d'étain en lingots, 59,8 tonnes de caoutchouc (caoutchouc brut) en balles et 3,3 tonnes de quinine, et s'est dirigé vers l'océan Atlantique en passant par l'océan Indien.
Le 6 juin 1944, l'attaché naval japonais à Berlin, le contre-amiral Kojima Hideo, signala au sous-marin que les Alliés avaient débarqué en Normandie, menaçant ainsi sa destination finale, Lorient, sur la côte française. Il lui a été conseillé de se préparer pour la Norvège à la place. Il a également reçu l'ordre de rencontrer un sous-marin allemand le 22 juin 1944 à 21h15 (GMT) aux coordonnées géographique de 15° N, 40° O. Le I-52 a répondu en indiquant sa position, soit 35° N, 23° O. Le message a été intercepté et décodé par les services de renseignement américains; le I-52 avait été surveillé de près depuis Singapour. Guidé par la salle de suivi des sous-marins F-21 et la "salle secrète" F-211 de la dixième flotte qui était responsable de la section atlantique, un groupe hunter-killer (groupe chasseurs-tueurs) a été ciblé sur lui.
Dans la nuit du 22 juin 1944, à environ 850 milles nautiques (1 574 km) à l'ouest des îles du Cap-Vert, au large des côtes africaines, le I-52 a rencontré le U-530, un U-boot de type IXC/40 commandé par le Kapitänleutnant Kurt Lange. Le U-530 lui a fourni du carburant et a également transféré un détecteur radar Naxos FuMB 7 et une machine de codage Enigma, ainsi que deux opérateurs radar, les quartiers-maîtres Schulze et Behrendt, et un officier de liaison allemand pour le voyage dans le Golfe de Gascogne.

#### Task Force américaine
Une Task Force américaine, constitué d'un groupe de chasseurs-tueurs (groupe hunter-killer) de sous-marins, comprenant le porte-avions d'escorte USS Bogue et cinq destroyers d'escorte, en route vers les États-Unis depuis l'Europe, a reçu l'ordre de trouver et de détruire le sous-marin japonais. Ce groupe de travail partit de Casablanca le 15 juin 1944, et était commandé par le capitaine Aurelius B. Vosseller. Il avait également à son bord 9 General Motors FM-2 Wildcat et 12 Grumman TBF-1C Avenger du VC-69. Le 13 mai 1944, la Task Force, en route de Hampton Roads vers Casablanca, avait coulé un autre sous-marin japonais, le Type IX RO-501 (anciennement U-1224). C'était une force très efficace, qui a coulé 13 sous-marins allemands et japonais entre février 1943 et juillet 1945.
Les cinq destroyers d'escorte étaient :
- USS Francis M. Robinson, lieutenant J. E. Johansen.
- USS Haverfield, commandant T. S. Lank, le commandant de la TF 51.
- USS Swenning, le lieutenant R. E. Peek.
- USS Willis, lieutenant commandant G. R. Atterbury.
- USS Janssen, lieutenant commandant H. E. Cross.

Arrivé dans la zone de la réunion le soir du 23 juin, le porte-avions a commencé à lancer des vols de ses Avenger vers 23 h 00 GMT pour rechercher les sous-marins. Le U-530 s'est échappé sans être détecté.
Vers 23 h 40, Ed Whitlock, l'opérateur radar du Avenger du capitaine de corvette Jesse D. Taylor, a détecté un contact de surface sur son radar défectueux (seule la moitié droite de son balayage fonctionnait). Taylor a immédiatement largué des fusées éclairantes, illuminant la zone, et a attaqué. Après son premier passage, il a vu les explosions de ses grenades sous-marines juste à tribord du sous-marin - un quasi-accident - et le sous-marin a plongé. Taylor a largué une bouée sonique violette, un microphone sous-marin nouvellement développé qui flotte à la surface, capte les sons sous-marins et les transmet à l'avion. Un avion de recherche les largue généralement par paquets de cinq, dont le nom de code est violet, orange, bleu, rouge et jaune (POBRY). L'opérateur est capable de surveiller chaque bouée à tour de rôle afin d'écouter les sons émis par les embarcations ennemies.
En entendant ce qui ressemblait à des bruits d'hélices de sous-marins, Taylor a lancé une attaque de torpilles, larguant une « mine » Mark 24. Le Mark 24, dont le nom de code est « Fido » et qui est désigné comme « mine » pour des raisons de confidentialité, était en fait la première torpille acoustique alliée, développée par le Harvard Underwater Sound Lab, qui se dirigeait vers les bruits émis par le sous-marin. La « Fido » a été conçue pour être une arme « tueuse de mission » - pour endommager le sous-marin de sorte qu'il doive faire surface et être capturé, plutôt que de le détruire. Quelques minutes après avoir largué la torpille, les bouées sonores de Taylor ont détecté le bruit d'une explosion et d'une rupture de la coque.
Alors que le quart du commandant Taylor se terminait, les opérateurs du USS Bogue et Taylor pensaient tous qu'il avait coulé le sous-marin. Cependant, alors que la patrouille de Taylor se terminait, il a été relevé par le lieutenant de grade junior William "Flash" Gordon, accompagné de l'expert civil en sonorisation sous-marine Price Fish. Ils sont arrivés sur les lieux juste après minuit, et ont tourné en rond avec Taylor pendant un certain temps. Vers 01h00 le 24 juin 1944, Fish a rapporté avoir entendu un faible bruit d'hélice dans la zone.
Le capitaine Vosseller ordonna une seconde attaque; Gordon vérifia avec Taylor la position exacte de la bouée sonique, et lança une autre torpille "Fido" là où il croyait que le sous-marin se trouvait. Taylor a quitté la zone à 1h15, mais Gordon est resté pour encercler la zone et écouter tout signe d'activité. Il n'a rien entendu et a été relevé par le Lieutenant (junior grade) Brady, qui a continué à observer et à écouter, mais aucune autre activité n'a été signalée. Le lendemain matin, le USS Janssen a atteint le site (15° 16′ N, 39° 55′ O) et a trouvé des débris: une tonne de caoutchouc brut, un morceau de soie et de la chair humaine.
L'enregistrement des derniers instants du son du I-52 par la bouée sonique est toujours conservé aux Archives nationales américaines à Washington D.C. sous la forme de deux bidons de film mince portant les inscriptions "Gordon wire No. 1" et "Gordon wire No. 2" datées du 24 juin 1944. La conversation de l'attaque de Taylor n'a pas été retrouvée ; cependant, un ensemble d'enregistrements en vinyle 78 tours comprenant des segments des enregistrements de la conversation de Taylor a été retrouvé. Ces enregistrements ont été produits pendant la guerre pour l'entraînement des pilotes. Sur les enregistrements des conversations et de vinyles, on peut entendre le lieutenant Gordon parler à son équipage, ainsi que le bruit d'une torpille qui explose, et la torsion du métal. À la suite de la découverte de l'épave (voir ci-dessous), les analystes du laboratoire de physique appliquée de l'université Johns Hopkins, experts dans l'analyse des sons des sous-marins modernes, ont étudié ces enregistrements et ont conclu que le I-52 avait été coulé par Taylor. Les bruits d'hélice entendus par Gordon provenaient en fait du U-530, situé à près de 32 km, et atteignaient les bouées sonores de Gordon par un "conduit de surface". Cette bizarrerie de propagation des sons sous-marins piège les sons dans un canal proche de la surface et peut les transmettre sur de nombreux kilomètres. À l'époque, la Marine attribuait le naufrage du I-52 à Gordon et à Taylor, car il n'était pas certain que le navire ait été coulé lors de la première attaque.

#### Conséquences
Le 30 août 1944, la Kriegsmarine a officiellement déclaré que le I-52 avait coulé dans le golfe de Gascogne à partir du 25 juillet 1944, avec tout son équipage.
La marine impériale japonaise a déclaré le I-52 manquant le 2 août 1944, et l'a retiré du service le 10 décembre 1944, alors qu'il était coulé.

## Opérations de sauvetage récentes
Fin 1994, une opération de sauvetage appelée "Project Orca" a été lancée pour tenter de localiser le I-52 et de récupérer sa précieuse cargaison d'or. Malgré la mise en service du navire de recherche russe Akademik Mstislav Keldych pour le projet et une recherche approfondie, en mars 1995, la recherche s'est avérée un échec (Hamilton-Paterson 1998). Peu de temps après, cependant, au printemps 1995, Paul Tidwell, travaillant avec la société d'exploration océanique Meridian Sciences, Inc. (rebaptisée par la suite Nauticos Corp.) a localisé l'épave à une profondeur de 5 200 mètres, la plupart du temps à l'endroit. Le sous-marin a été retrouvé à près de 32 km du point de référence cité par la marine américaine au moment du naufrage, mais à moins de 800 m des coordonnées calculées par Meridian. Les analystes de Meridian ont utilisé les journaux de bord historiques de la Task Force américaine ainsi que du sous-marin allemand pour reconstituer les événements de la bataille et corriger les erreurs de navigation à l'aide d'un processus appelé "re-navigation", ou RENAV. Sa tour de contrôle est intacte et le numéro de sa coque est toujours visible. La proue est brisée, probablement en raison de l'impact sur le fond, et un grand trou, sans doute causé par l'une des torpilles, se trouve à l'arrière de la tour de contrôle. Des débris ont été dispersés sur une grande surface. Des plans ont été élaborés pour soulever le sous-marin et récupérer l'or. Le gouvernement japonais s'y opposa, indiquant qu'il considérait le site de l'épave comme une tombe. Tidwell a travaillé sur les procédures appropriées avec le gouvernement japonais et a reçu l'approbation des autorités japonaises chargée des tombes de guerre. L'équipe de Tidwell a démonté un pavillon de la marine japonaise et l'a fixée sur le sous-marin naufragé. Une boîte métallique provenant du champ de débris a été ramenée à la surface dans l'espoir qu'elle contienne une partie de l'or englouti (d'une valeur de 25 millions de dollars à l'époque - 109 millions de dollars en 2020), mais une fois ouverte, les sauveteurs ont été déçus de trouver non pas de l'or, mais de l'opium. Il a été jeté par-dessus bord.
Le plan consistait à récupérer le kiosque entier, les valises diplomatiques, l'or, le matériel de codage (japonais et allemand) et bien d'autres choses encore. Les objets récupérés seraient emmenés à la Nouvelle-Orléans pour y être nettoyés, conservés et traités contre la corrosion en vue d'une exposition. Le Mandalay Bay Casino avait offert 20 millions de dollars pour l'exposition. Après trois ans à Las Vegas, tout, sauf l'or, serait renvoyé au Japon pour être placé dans une exposition permanente à la ville de Kure.
Aucun sous-marin japonais de taille réelle datant de la Seconde Guerre mondiale n'est exposé dans le monde entier; cependant, des sous-marins de poche japonais capturés sont exposés au musée de l'amiral Nimitz à Fredericksburg, Texas, au USS Bowfin Submarine Museum & Park, près de Pearl Harbor, Hawaii, et au Mémorial australien de la guerre, Canberra.
The Japan Times a rapporté que Tidwell avait l'intention de retourner sur le site et de remonter le sous-marin en novembre 2005 ou mai 2006, mais en 2019, les plans de Tidwell n'ont pas été réalisés.

## Couverture médiatique
- En 2000, la National Geographic Society a commandé et produit un documentaire intitulé Submarine I-52 : Search for WWII Gold, sur le I-52 et les efforts de sauvetage de Tidwell.
- Le numéro d'octobre 1999 du National Geographic contenait un article sur le naufrage et le sauvetage du I-52.